# Église Notre-Dame de Châtillon-sur-Indre
Pour les articles homonymes, voir Église Notre-Dame et Notre-Dame.
L'église Notre-Dame de Châtillon-sur-Indre est une église catholique française. Elle est située sur le territoire de la commune de Châtillon-sur-Indre, dans le département de l'Indre, en région Centre-Val de Loire.

## Situation
L'église se trouve dans la commune de Châtillon-sur-Indre, à l'ouest du département de l'Indre, en région Centre-Val de Loire. Elle est située dans la région naturelle du Boischaut Nord. L'église dépend de l'archidiocèse de Bourges, du doyenné de Brenne-Touraine et de la paroisse de Châtillon-sur-Indre.

## Histoire
L'église fut construite entre le XIIe siècle et le XIIIe siècle. L'édifice est classé au titre des monuments historiques, en 1862.

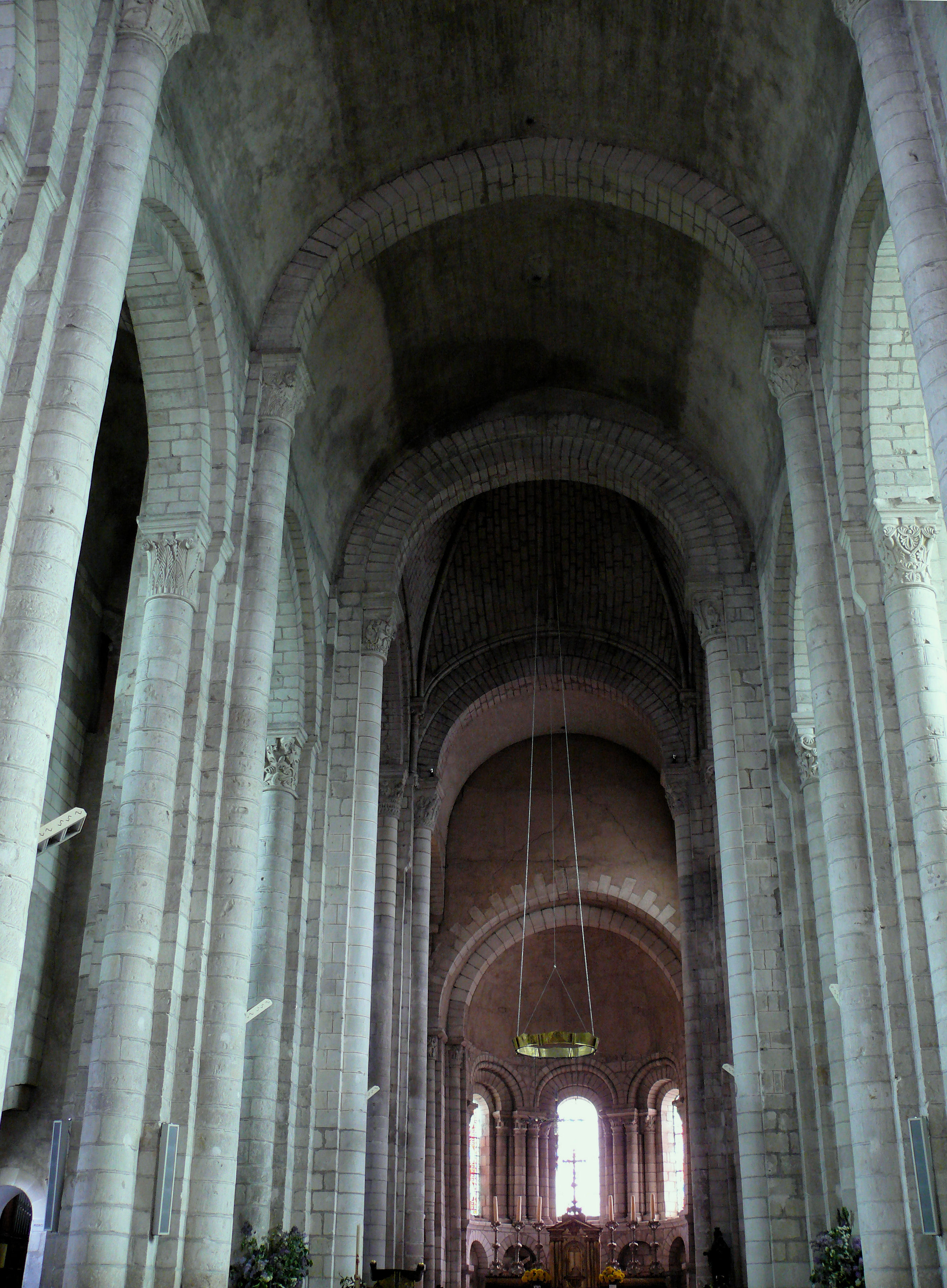
L'intérieur de l'église, en 2010.

## Galerie de photographies

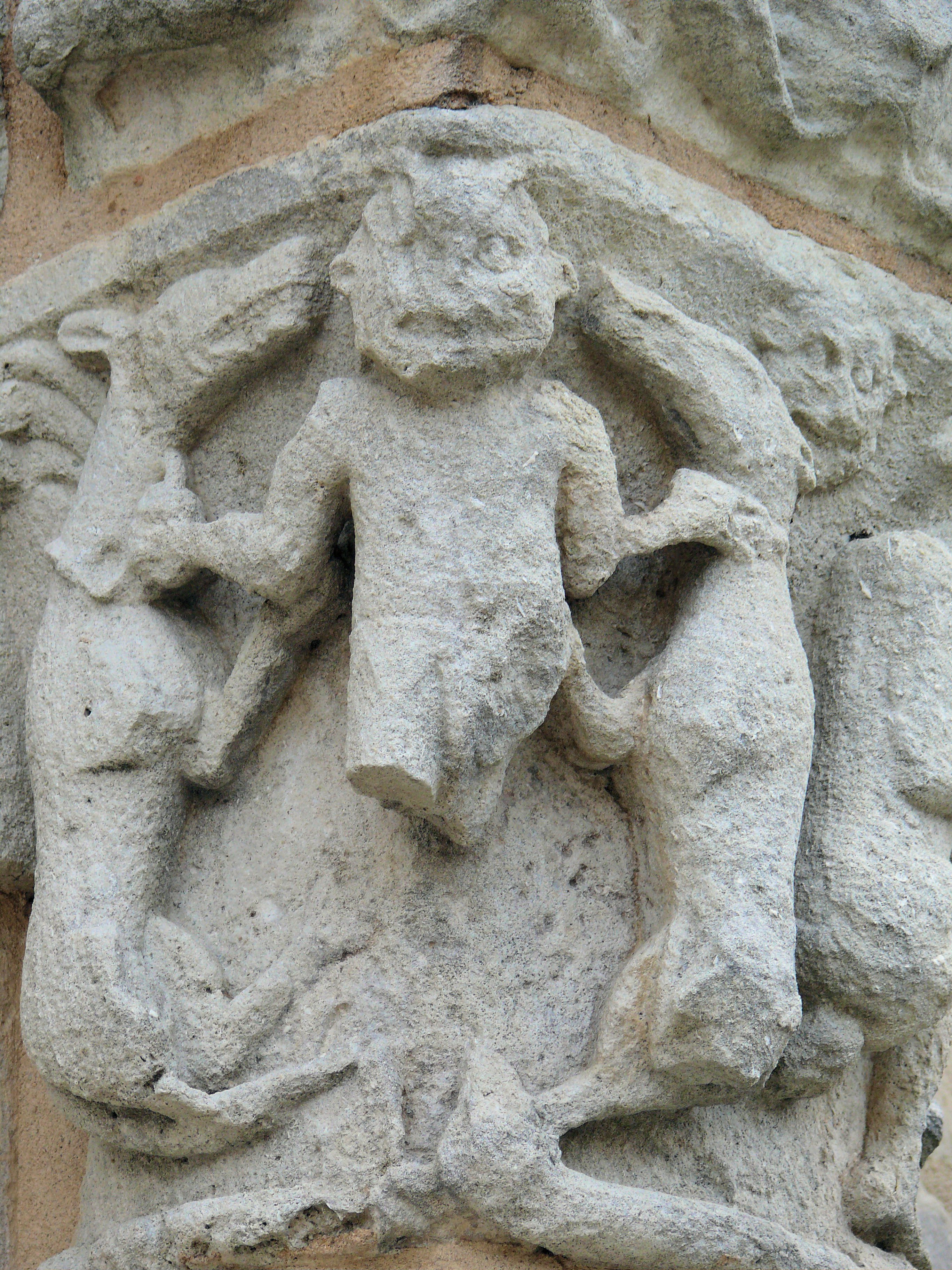
Le chapiteau, en 2010.
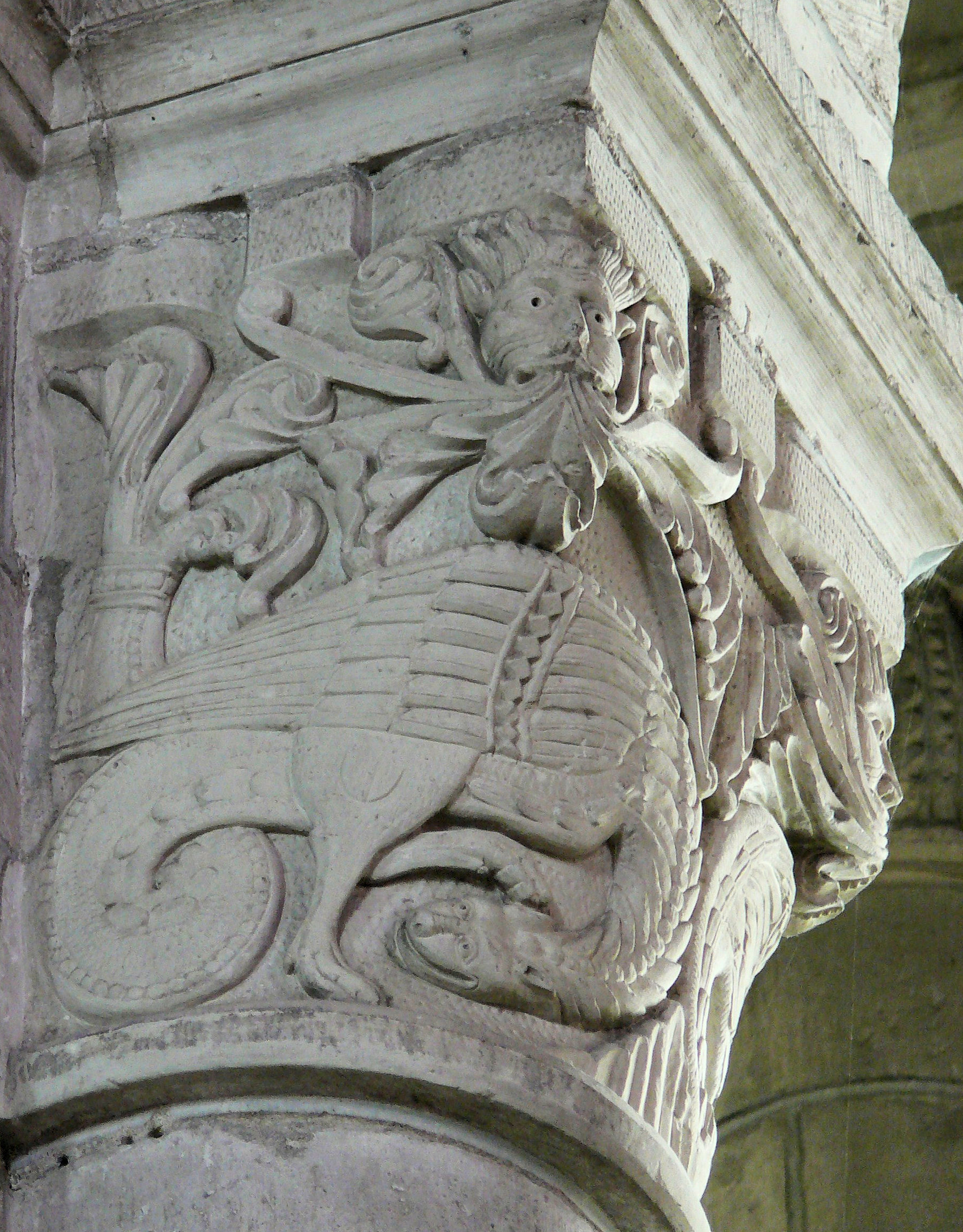
Le chapiteau, en 2010.
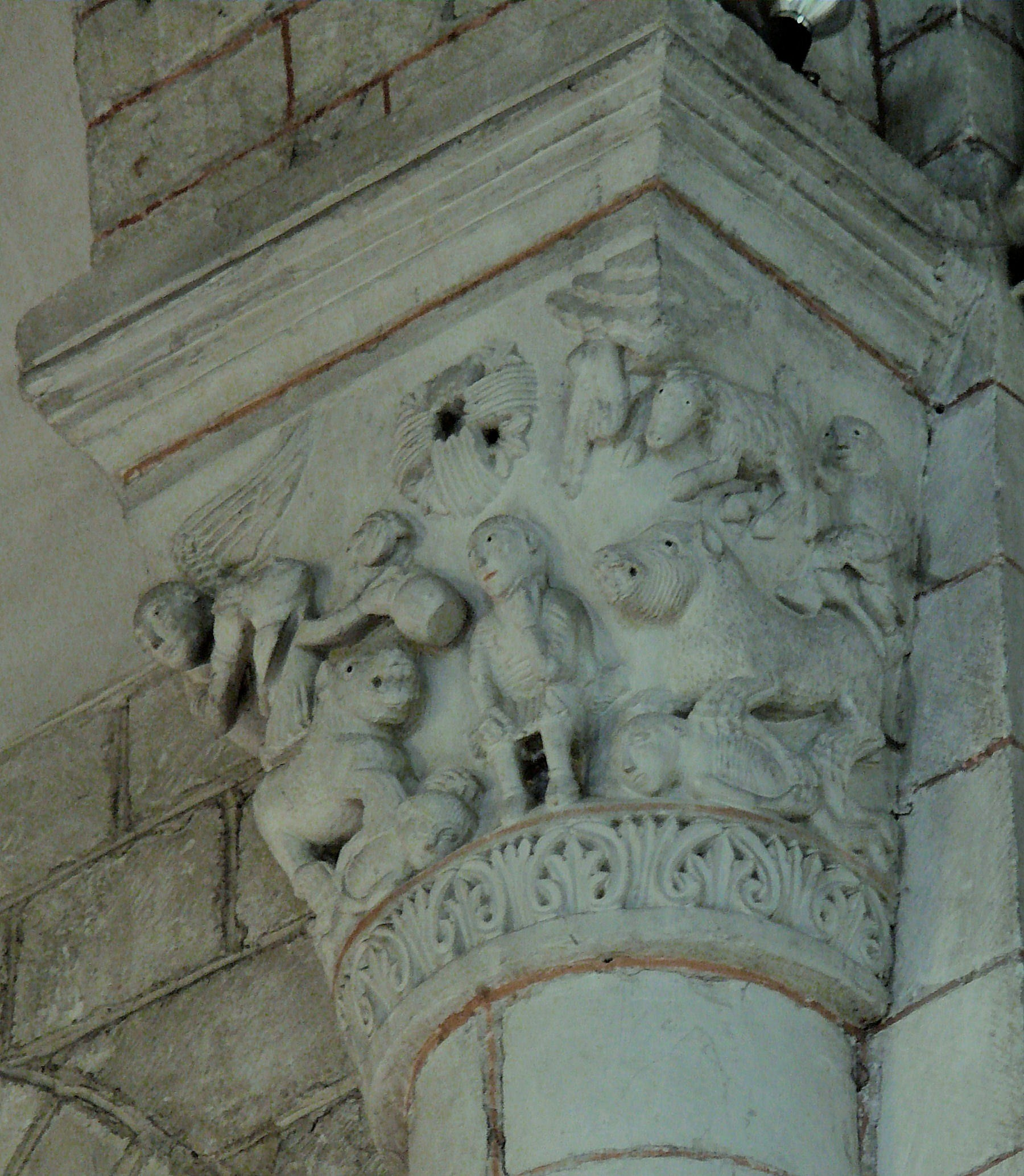
Le chapiteau, en 2010.
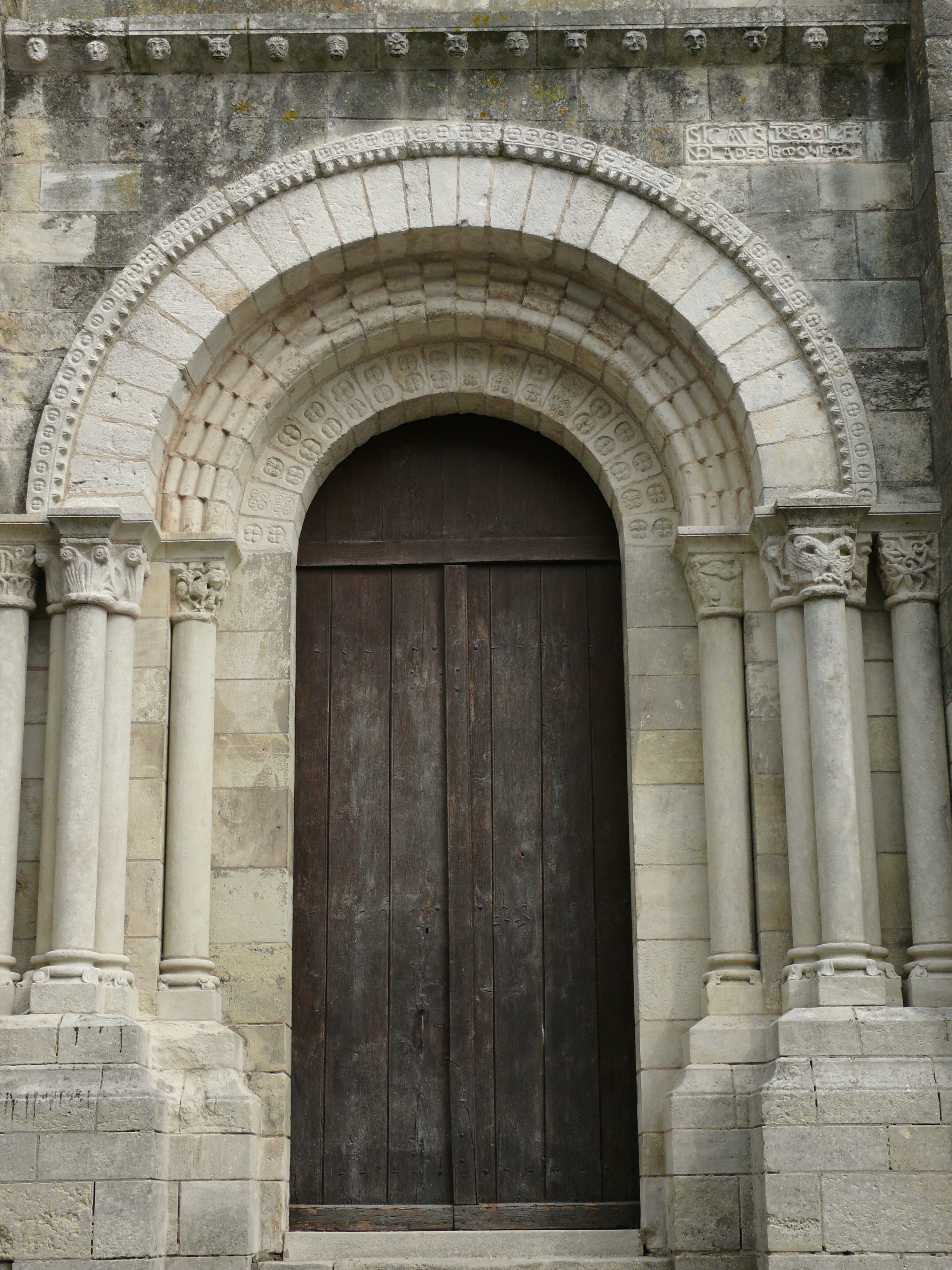
La porte latérale sud, en 2010.
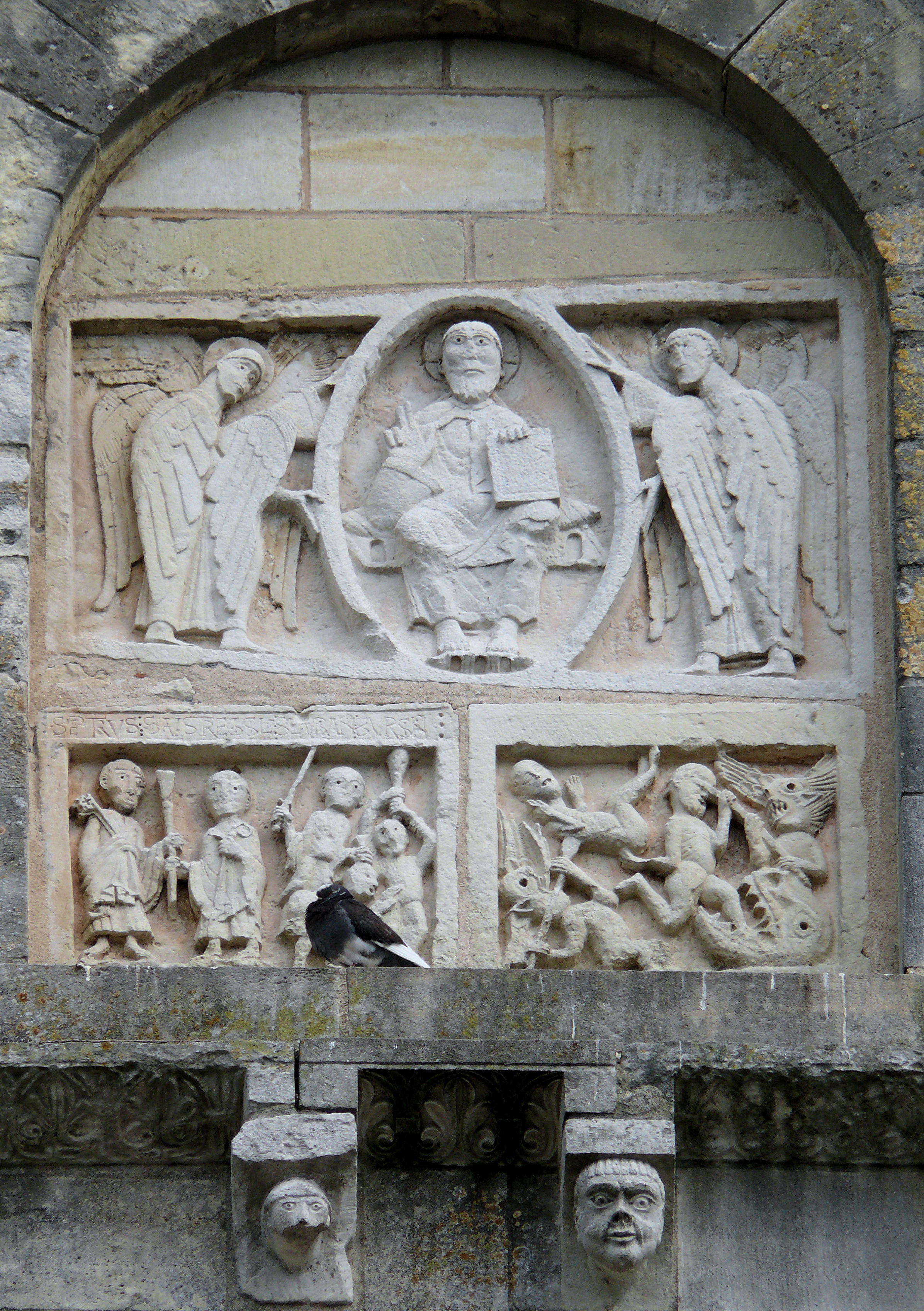
Transept Sud, en 2010.